# Acht grote meesters van Tang en Song
Met de acht grote meesters van Tang en Song (唐宋八大家, Tang Song ba dajia) wordt een groep prozaschrijvers uit de Tang-dynastie en de Song-dynastie bedoeld. Zij zijn beroemd om hun guwen, proza in de oude stijl van Shiji en de filosofen uit de periode van de Strijdende Staten. Bijna alle van de acht meesters waren ook op een andere manier betrokken bij de Chinese politiek en Cultuur van hun tijd.

## Achtergrond
De lijst van acht schrijvers werd voor het eerst gemaakt tijdens de Ming-dynastie. Zu You, een geleerde tijdens de vroege Ming-dynastie, verzamelde als eerste de essays van de acht. Maar het was Mao Kun die de uitdrukking muntte. Hij noemde het “Verzamelde Transcripties van de acht Grote Proza Meesters van de Tang en de Song”. De volgende populariteit van dit boek zorgde voor een vaste plaats van de acht als meesters van Chinese proza.  

## De acht
1. Han Yu (768–824)
2. Liu Zongyuan (773–819)
3. Ouyang Xiu (1007–1072)
4. Su Xun (1009–1066)
5. Su Shi (1037–1101)
6. Su Zhe (1039–1112)
7. Wang Anshi (1021–1086)
8. Zeng Gong (1019–1083)

Van de acht schrijvers schreven de eerste twee gedurende de Tang-dynastie, de andere zes gedurende de Song-dynastie. Drie waren van dezelfde familie: Su Xun (vader), Su Shi (oudere broer) en Su Zhe (jongere broer).
In prozatermen waren Han Yu en Liu Zongyuan stilistische vernieuwers, zij schreven directer en in een meer informele stijl, die teruggreep op oud Chinees proza, dan hun tijdgenoten. Als resultaat werd dit bekend als de Beweging voor het oude proza. Hoewel deze beweging minder werd gedurende de late Tang, blies Ouyang Xiu deze nieuw leven in tijdens de Song-dynastie. Deze herleving duurde tot de late Qing.